# احتلوا تورونتو

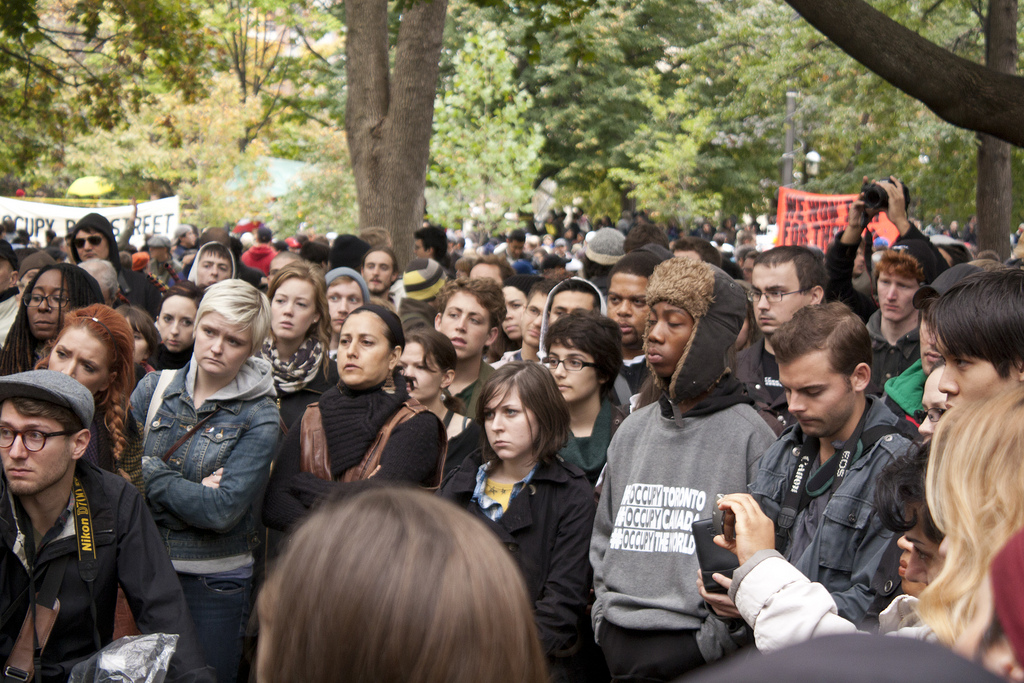

احتلوا تورونتو هي حركة احتجاج ومظاهرات بدأت في 15 أكتوبر 2011 في تورونتو في أونتاريو قرب «باي ستريت» في وسط مدينة تورنتو في المقاطعة المالية وانتقلت إلى حديقة سانت جيمس. كانت جزءًا من حركة احتلوا، التي احتجت على اللا مساواة الاقتصادية وجشع الشركات وتأثيرها وتأثير جماعات الضغط على الحكومة.
اعتبارًا من يونيو 2012 تتابع حركة احتلوا تورنتو الانخراط في الاجتماعات شبه المنظمة والفعاليات واتخاذ الإجراءات.

## التسلسل الزمني للأحداث

### اليوم العالمي للعمل
اجتمع المتظاهرون في اليوم العالمي للعمل في 15 أكتوبر 2011 نحو الساعة العاشرة صباحًا عند تقاطع شارعي كينغ ستريت وباي ستريت واتجهوا إلى حديقة سانت جيمس مع التشديد على أهمية التظاهر السلمي والرغبة في أن يكونوا صوتًا واحدًا. قدرت الأرقام المبكرة أعداد المشاركين بين 2000 و3000 وبينهم النائبة عن الحزب الديمقراطي الجديد بيغي ناش، وجويل داف من اتحاد العمال في أونتاريو، ورئيس الاتحاد الكندي لموظفي الخدمات العامة فريد هان. بعد انقضاء الساعات الأولى وعند الغروب تناقص عدد المشاركين إلى المئات.
توجه الاتحاد الكندي لعمال البريد إلى التقاطع بعد وقت الغداء والتقى المحتجين. بعد أن احتشد عدد كبير من المشاركين من مدخل باي ستريت إلى بنك تورنتو دومينيون، دخل خمسة أشخاص إلى البنك واحتجزهم موظفو الأمن قبل إخراجهم.

### حديقة سانت جيمس
خلال أسبوعين تقريبًا من بدء الاحتجاج، أبقى المحتلون على وجودهم غير القانوني في حديقة سانت جيمس دون أي توعد بفضهم من قبل السلطات البلدية، وقرروا القيام بمسيرة في باي ستريت عند الساعة 1 ظهرًا في 27 أكتوبر. أثناء الاحتلال تسبب المتظاهرون بتوقف عشر عربات نقل عام متجهة غربًا وستة شرقًا في شارع كينغ ستريت، استخدم رجال الشرطة الدراجات لفض المئات من عمال البريد والمتظاهرين الآخرين عند تقاطع شارعي كينغ ستريت وباي ستريت.
استعدادًا لاستمرار الاحتلال مدة طويلة غير محددة، رُكب لوح شمسي لتأمين الكهرباء في الخيمة الإعلامية، ووَضعت « لجنة الشتاء قادم» خططًا لحماية المخيم من البرد الشديد.
بعد ساعات من الاحتجاج الثاني في الثاني من نوفمبر، نقلت وسائل الإعلام التطورات في الأصداء المحلية، قال باتريك مكموراي وهو صاحب مطعم في شارع مؤد إلى الحديقة: «مازالوا جالسين في الحديقة بشكل مخالف للقانون». ويشير إلى أنه يخسر عمله لأن الزبائن يخشون المجيء إلى وسط المدينة، واستجابة لمخاوفه، تلقى رسالة عبر البريد الإلكتروني في نفس الأسبوع من العمدة روب فورد يقول فيها: «عندما نتأكد من أننا لا نواجه احتجاجًا سلميًا بل احتلالًا للحديقة فسندرس حينها الخيارات لإجلاء المخيمين».
في 9 نوفمبر، نُقل عن العمدة فورد قوله إن الوقت حان لهؤلاء المتشردين كي «يمضوا قدمًا»، وأشار إلى تكلفة إصلاح الضرر الذي ألحقوه بالعشب والمقدر بنحو 25000 دولارًا، وتكلفة إصلاح نظام الري التي ستبلغ 40000 دولار إن لم يتم تصريف الأنابيب قبل حلول الشتاء. ونُقل عن رئيس الوزراء قوله إن الاحتجاج مسألة تتعلق بالسلطة البلدية وأن مكتبه لن يتخذ أي قرارات متعلقة بذلك.
في 11 نوفمبر، نقل روبين دوليتل من صحيفة «ذه تورنتو ستار» تعليقات متنوعة من داخل المخيم تتضمن إجابات حول الأسئلة الغاضبة للشعب وحول احتمال إخلائهم، من هذه التعليقات: «أعتقد أن غضب الناس مبالغ فيه بدرجة كبيرة، يحضر المعلمون أطفال المدارس إلى هنا طوال اليوم ليأتوا إلينا ويتحدثوا معنا ويعرفوا سبب وجودنا هنا» و«سنعود، يبحث أعواننا القانونيون في ذلك».
في 12 نوفمبر، نقلت شبكة أخبار بي بي سي أن المتظاهرين بدؤوا بالتحضير لاحتلال حديقة كوينز بارك، مع بقاء غالبية المحتلين في جيمس بارك.
في صباح يوم 15 نوفمبر، بدأت شرطة تورنتو وضباط اللوائح بتوزيع إشعارات الإخلاء في المخيم.
في 21 نوفمبر، سلم رجال الشرطة وضباط اللوائح إشعارات بالتعدي للمخيمين الذي يجلسون على جزء من أرض الحديقة تعود ملكيته للكنيسة، عقب صدور حكم من قاضي المحكمة العليا. لم يُقَدم أي تحديد للأرض التي تعود ملكيتها للكنيسة وكان المحتلون قد أجروا تغييرات على المخيم لتحصينه ضد محاولات تفكيكه قسرًا من قبل السلطات. في 22 نوفمبر، ورد أن المخيم تقلص حجمًا ولكن الخيام المنغولية والمكتبة كانت محصنة وفيها رجال قيدوا أنفسهم إليها بالسلاسل، وحصنت الخيم الأصلية وظلت النار فيها مشتعلة.
في صباح 23 نوفمبر، بدأت شرطة تورنتو بتنفيذ الإخلاء عبر تفكيك معظم الخيام التي كانت ماتزال قائمة. فتحت المنطقة التي تحيط بحديقة سانت جيمس أمام الحركة المرورية وفُككت خيمة المكتبة، لكن المتظاهرين تفاوضوا مع الشرطة للحفاظ على الكتب، وتعهد بعض المتظاهرين بالتجمع مجددًا في مكان آخر.

## التجاوب

### الدعم من غير المشاركين
ابتداءً من 4 نوفمبر، قُدر أن آلاف الداعمين قدموا المساندة للمخيمين البالغ عددهم 500 شخصًا في حديقة سانت جيمس، وبين هؤلاء الداعمين من ينتمي إلى فئة «1% المحظية». زودت مجموعة من سبعة اتحادات بقيادة اتحاد موظفي الخدمات العامة في تورنتو المخيم  بمراحيض متنقلة ومولدات كهربائية وخيام منغولية ومطبخ متنقل. ضمت التبرعات الأخرى 250 كيس ماء قابل للتحلل، من مالك لشركة مختصة بتقنيات مياه الصرف وقال المالك: «يجب أن تصحح طريقة عمل الشركات المالية العالمية، ثمة شيء خاطئ. نأمل أن يساعد هذا المتظاهرين ليكسبوا المزيد من الوقت ويبقوا الضغط مرتفعًا إلى أن يتمخض عنه شيء ملموس أكثر». قدم أفراد من المجتمع القانوني الذين لا يتبنون بالضرورة آراء المحتجين دعمهم بما فيه تقديم الاستشارة القانونية وكذلك المعدات الأخرى.

### الشرطة
في الاحتجاج الأولي اعتُقل رجلان في فترة بعد الظهر، أحدهما بتهمة التعدي على ممتلكات الغير والآخر لأسباب لم تكشف حتى الآن. صرحت المفتش هوي بيج أخبار سيتي نيوز: «كان يومًا جيدًا بالنسبة للشرطة، كانوا مسالمين، وأخبرونا إلى أين ينوون التوجه، إنهم راغبون بالعمل معنا، وتسهيل ما طلبناه وأكثر من ذلك».

### الاتحادات
دعمت الاتحادات الحركة ومولت الجزء الأكبر فيها.

### السياسيون
في اليوم الأول للاحتجاجات، صرح عمدة تورنتو روب فورد لتلفزيون سي تي في تورونتو: «لا أرى مشكلة في تعبير المواطنين عن أنفسهم من خلال التجمعات العامة ولا أتوقع أن يصبح هذا الحدث عنيفًا. إن أراد الناس الاحتجاج سلميًا فلا بأس. وأنا واثق من أنه سيكون احتجاجًا سلميًا».
في اليوم الثالث من احتلال تورنتو، زار الرئيس السابق لحزب المحافظين جون توري المخيم وقابل نيكو سالاسيديس، وهو مؤسس صفحة احتلوا تورونتو على فيسبوك. رافقت توري عدة وسائل إعلام هامة ومن بينها المحطة الإذاعية نيوزتوك 1010 والتي له معها شراكة حاليًا.
سأل توري نيكو سالاسيدس بعض الأسئلة البسيطة، منها سؤاله عما يرغب سالاسيدس بإنجازه. ذكر نيكو في إجابته أنه يتمنى أن يحرض الوعي حول الطبيعة الاحتيالية للنظام المصرفي الكسري الاحتياطي، والتي يعمل بموجبها مصرف كندا حاليًا، إلى جانب أن هذه الطريقة رسخت النظام النقدي ككل. أجاب جون توري بثقة: «النظام النقدي أمر يصعب شرحه للعامة».

### رؤساء الشركات
طلبت الرابطة الكندية للمصرفيين من أعضائها «التهيؤ للأسوأ وتمني الأفضل»، وطلبت بعض البنوك في مركز المدينة تدابير أمنية إضافية ضمن إجراءات الاستعداد. حصلت سي تي في نيوز على مذكرة داخلية من بنك تورنتو دومينيون  تبلغ موظفيها أن البنك يعمل مع «شركاء خارجيين» للحفاظ على أمن فروعه.